# Hartkaiser
Le Hartkaiser est une montagne qui s’élève à 1 553 m d’altitude dans le Kaisergebirge, en Autriche.